# Santa Cruz Caballito
Santa Cruz Caballito är en ort i Mexiko.   Den ligger i kommunen Quimixtlán och delstaten Puebla, i den sydöstra delen av landet, 210 km öster om huvudstaden Mexico City. Santa Cruz Caballito ligger 2 316 meter över havet och antalet invånare är 324.
Terrängen runt Santa Cruz Caballito är kuperad österut, men västerut är den bergig. Runt Santa Cruz Caballito är det ganska glesbefolkat, med 36 invånare per kvadratkilometer. Närmaste större samhälle är Rafael J. García, 3,3 km nordväst om Santa Cruz Caballito. I omgivningarna runt Santa Cruz Caballito växer i huvudsak blandskog.